# Saleh Gomaa
Saleh Gomaa (arabe : صالح جمعة) est un footballeur égyptien né le 1er août 1993 à El-Arich (Égypte), qui joue actuellement à Al Faisaly en prêt de Al Ahly SC. Il participe aux Jeux olympiques d'été de 2012, à la Coupe d'Afrique des nations junior 2013, à la Coupe du monde des moins de 20 ans 2011 ainsi qu'à la Coupe du monde des moins de 20 ans 2013.

## Carrière
Saleh Gomaa est le joueur le plus jeune de l'effectif égyptien lors des Jeux olympiques d'été de 2012. En un an seulement, il représente l'équipe égyptienne des moins de 20 ans, l'équipe olympique et l'équipe d'Égypte. Saleh Gomaa est considéré comme l'un des plus grands talents du football africain.
C'est à la suite de ses bonnes performances en équipe d'Égypte des moins de 20 ans qu'il est appelé en équipe d'Égypte à seulement 18 ans. 
Lors de la Coupe d'Afrique des nations junior 2013, il est élu meilleur joueur de la compétition. À la suite de ce sacre, il se voit offrir un essai à Manchester United et Liverpool montre son intérêt.
En avril 2013, selon le journal A Bola, c'est le Benfica Lisbonne et la Fiorentina qui s'intéressent à Saleh Gomaa. Un mois plus tard, il effectue un essai à Anderlecht et inscrit deux buts.
Une semaine plus tard, il effectue un nouvel essai au Borussia Dortmund. Cet essai est concluant et Jürgen Klopp affirme avoir été séduit par le jeune égyptien.
Après ces nombreux essais, il participe à la Coupe du monde des moins de 20 ans mais en tant que remplaçant car l’entraîneur, Rabie Yassin, affirme que ces différents essais ont affecté négativement certains de ses joueurs notamment Saleh Gomaa.
Lors du mercato d'hiver 2014, il est prêté au Nacional Madère pour une durée de 6 mois.
Il inscrit son premier but en championnat, quelques semaines plus tard lors d'un match contre CF Belenenses.

## Palmarès
- Égypte
  - Vainqueur de la Coupe d'Afrique des nations juniors en 2013
  - Troisième de la Coupe d'Afrique des nations juniors en 2011

- ENPPI Club
  - Vainqueur de la Coupe d'Égypte en 2011

- Al Ahly SC
  - Championnat d'Egypte en 2016, 2017 et 2018

## Distinction personnelle
- Élu meilleur joueur de la  Coupe d'Afrique des nations junior 2013